# Jean Krier
Œuvres principales
Herzens Lust Spiele
Jean Krier, né le 2 janvier 1949 à Luxembourg et mort le 12 janvier 2013 à Fribourg-en-Brisgau, est un poète luxembourgeois.
Krier étudie la littérature allemande et anglaise à Fribourg. Ses poèmes sont publiés dans des publications allemandes, comme NDL (NeueDeutscheLyriker), Manuskripte: Zeitschrift für Literatur, Akzente: Zeitschrift für Dichtung, Das Gedicht: Zeitschrift für Lyrik, Essay und Kritik et Poet-magazin.
Krier reçoit en 2011 le prix Adalbert-von-Chamisso pour le meilleur ouvrage d'un auteur, dont la langue maternelle n'est pas l'allemand, et le prix Servais pour l'ouvrage luxembourgeois le plus significatif de l'année. L'ouvrage en question est Herzens Lust Spiele (2010).

## Œuvres
- Herzens Lust Spiele, Leipzig, 2010
- Gefundenes Fressen, Aix-la-Chapelle, 2005
- Tableaux/Sehstücke, Blieskastel, 2002
- Bretonische Inseln, Weilerswist, 1995